# Тарнаски, Ник
Ник Тарнаски (англ. Nick Tarnasky; 25 ноября 1984, Роки Маунтин Хаус) — канадский хоккеист, нападающий.

## Карьера
Ник Тарнаски начал свою профессиональную карьеру в 2001 году в составе клуба Западной хоккейной лиги «Ванкувер Джайэнтс». 2 года спустя на драфте НХЛ он был выбран в 9 раунде под общим 287 номером клубом «Тампа Бэй Лайтнинг». В 2004 году Ник стал выступать за клуб АХЛ «Спрингфилд Фэлконс», где за 2 сезона он набрал 40 (21+19) очков, а также 276 штрафных минут в 148 проведённых матчах.
В сезоне 2005/06 Тарнаски получил шанс дебютировать в НХЛ в составе «Тампы», где он выступал до 2008 года, после чего был обменян в «Нэшвилл Предаторз». Тем не менее, проведя лишь 11 матчей в составе «хищников», Тарнаскивновь был вынужден сменить клуб — на этот раз он был обменян во «Флориду Пантерз» на Уэйда Белака. В составе «пантер» Тарнаски провёл 65 матчей, в которых он набрал 9 (2+7) очков. Перед началом сезона 2010/11 Тарнаскиотправился в тренировочный лагерь «Чикаго Блэкхокс», однако, не сумев пробиться в основной состав, принял решение провести сезон в низших североамериканских лигах.
Летом 2011 года Тарнаски подписал контракт с чеховским «Витязем». В своём первом же матче в составе нового клуба, который состоялся на предсезонном турнире Мемориал Ромазана в Магнитогорске, заработал матч-штраф за драку с защитником «Салавата Юлаева» Рихардом Стегликом. 12 сентября в матче против «Торпедо» Тарнаски дебютировал в КХЛ, а уже два дня спустя в игре с московским «Динамо» он набрал своё первое очко в лиге.
9 октября в матче против рижского «Динамо»Тарнаски вместе со своим партнёром по команде Джереми Яблонски устроил массовую драку, за что получил большой дисциплинарный штраф, а впоследствии был дисквалифицирован на 3 матча. 24 октября в матче против «Нефтехимика» Тарнаски забросил свою первую шайбу в КХЛ. 6 ноября в матче против минского «Динамо» Тарнаскивновь получил матч-штраф, устроив драку за 7 секунд до окончания игры, за что впоследствии был дисквалифицирован на два матча.
11 декабря в игре с магнитогорским «Металлургом» Тарнаски уже после финального свистка устроил потасовку, за что получил большой дисциплинарный штраф и был вновь отстранён от участия в трёх матчах. 26 января 2012 года в матче против «Ак Барса» Тарнаскиснова принял участие в драке, получив, в итоге четырёхматчевую дисквалификацию. 17 февраля в игре с мытищинским «Атлантом» Тарнаски вновь был удалён до конца встречи за драку, за что на следующий день был дисквалифицирован на 5 матчей, что автоматически означало то, что он пропустит оставшиеся игры сезона.
3 июля 2014 года подписал однолетний контракт с клубом «Нью-Йорк Рейнджерс», однако по завершении летнего тренировочного лагеря был сослан в фарм-клуб.

## Достижения
- Чемпион WHL 2003.

## Статистика выступлений
Последнее обновление: 29 января 2015 года
|             |                     |             | Регулярный сезон | Регулярный сезон | Регулярный сезон | Регулярный сезон | Регулярный сезон | Регулярный сезон | Плей-офф | Плей-офф | Плей-офф | Плей-офф | Плей-офф | Плей-офф |
| Сезон       | Команда             | Лига        | Игр              | Г                | П                | Очк              | +/-              | Штр              | Игр      | Г        | П        | Очк      | +/-      | Штр      |
| ----------- | ------------------- | ----------- | ---------------- | ---------------- | ---------------- | ---------------- | ---------------- | ---------------- | -------- | -------- | -------- | -------- | -------- | -------- |
| 2001/02     | Ванкувер Джайэнтс   | WHL         | 10               | 1                | 0                | 1                | -1               | 5                | —        | —        | —        | —        | —        | —        |
| 2002/03     | Келоуна Рокетс      | WHL         | 39               | 4                | 12               | 16               | -5               | 39               | —        | —        | —        | —        | —        | —        |
| 2002/03     | Летбридж Харрикейнз | WHL         | 30               | 5                | 18               | 13               | -4               | 45               | —        | —        | —        | —        | —        | —        |
| 2003/04     | Летбридж Харрикейнз | WHL         | 71               | 26               | 23               | 49               | -10              | 108              | —        | —        | —        | —        | —        | —        |
| 2004/05     | Спрингфилд Фэлконс  | АХЛ         | 80               | 7                | 10               | 17               | -29              | 176              | —        | —        | —        | —        | —        | —        |
| 2005/06     | Спрингфилд Фэлконс  | АХЛ         | 68               | 14               | 9                | 23               | -8               | 100              | —        | —        | —        | —        | —        | —        |
| 2005/06     | Тампа Бэй Лайтнинг  | НХЛ         | 12               | 0                | 1                | 1                | -3               | 4                | —        | —        | —        | —        | —        | —        |
| 2006/07     | Тампа Бэй Лайтнинг  | НХЛ         | 77               | 5                | 4                | 9                | -6               | 80               | 6        | 0        | 0        | 0        | -1       | 10       |
| 2007/08     | Тампа Бэй Лайтнинг  | НХЛ         | 80               | 6                | 4                | 10               | -15              | 78               | —        | —        | —        | —        | —        | —        |
| 2008/09     | Нэшвилл Предаторз   | НХЛ         | 11               | 0                | 1                | 1                | +1               | 17               | —        | —        | —        | —        | —        | —        |
| 2008/09     | Флорида Пантерз     | НХЛ         | 34               | 1                | 5                | 6                | -2               | 33               | —        | —        | —        | —        | —        | —        |
| 2009/10     | Флорида Пантерз     | НХЛ         | 31               | 1                | 2                | 3                | -5               | 85               | —        | —        | —        | —        | —        | —        |
| 2009/10     | Рочестер Американс  | АХЛ         | 5                | 3                | 0                | 3                | +1               | 7                | —        | —        | —        | —        | —        | —        |
| 2010/11     | Спрингфилд Фэлконс  | АХЛ         | 66               | 7                | 13               | 20               | +2               | 150              | —        | —        | —        | —        | —        | —        |
| 2010/11     | Флорида Эверблэйдз  | ECHL        | 3                | 1                | 2                | 3                | +2               | 0                | —        | —        | —        | —        | —        | —        |
| 2011/12     | Витязь              | КХЛ         | 36               | 5                | 7                | 12               | -7               | 173              | —        | —        | —        | —        | —        | —        |
| 2012/13     | Рочестер Американс  | АХЛ         | 73               | 16               | 10               | 26               | -21              | 138              | 3        | 1        | 0        | 1        | 1        | 4        |
| 2013/14     | Гамильтон Бульдогс  | АХЛ         | 76               | 13               | 9                | 22               | -18              | 144              | -        | -        | -        | -        | -        | -        |
| 2014/15     | Хартфорд Вулф Пэк   | АХЛ         | 14               | 0                | 2                | 2                | 0                | 23               | -        | -        | -        | -        | -        | -        |
| Всего в НХЛ | Всего в НХЛ         | Всего в НХЛ | 245              | 13               | 17               | 30               | -30              | 297              | 6        | 0        | 0        | 0        | -1       | 10       |
| Всего в АХЛ | Всего в АХЛ         | Всего в АХЛ | 383              | 60               | 53               | 113              | -73              | 738              | 3        | 1        | 0        | 1        | 1        | 4        |
| Всего в КХЛ | Всего в КХЛ         | Всего в КХЛ | 36               | 5                | 7                | 12               | -7               | 173              | —        | —        | —        | —        | —        | —        |